# راویش کومار
راویش کومار (انگلیسی: Ravish Kumar؛ زادهٔ ۵ دسامبر ۱۹۷۴) گوینده اخبار، روزنامه‌نگار، وبلاگ‌نویس و ویراستار شخصیت رسانه‌ای اهل هند است. او سردبیر ارشد اجرایی کانال تلویزیون هند می‌باشد. وی مجری برنامه‌های متعددی از جمله برنامه‌های پرطرفدار روزهای هفته کانال، همچنین سریال هندی هام لاگ، گزارش راویش کومار و کی‌بات است.
کومار دو بار برنده جایزه برتر روزنامه‌نگاری یا جایزه تعالی رامنات گوئنکا به عنوان بهترین روزنامه‌نگار سال شده‌است و پنجمین روزنامه‌نگار هندی است که در سال ۲۰۱۹ جایزه رامون مگسیسی را دریافت کرده‌است.

## سنین جوانی و تحصیل
کومار در ۵ دسامبر ۱۹۷۴در روستای جیت‌وار پور در نزدیکی آری‌راج در منطقه چمپاران شرقی بیهار در بالیرام پاندی به دنیا آمد. او تحصیلات متوسطه خود را در دبیرستان لویولا، پتنه به پایان رساند. بعدها برای تحصیلات عالی به دهلی رفت. کومار از کالج دوشباندو وابسته به دانشگاه دهلی فارغ‌التحصیل شد. در نهایت او برای اخذ فوق لیسانس روزنامه‌نگاری هندی در مؤسسه ارتباطات جمعی هند ثبت نام کرد.

## فعالیت حرفه‌ای
کومار از سال ۲۰۲۲، سردبیر ارشد اجرایی تلویزیون دهلی نو هند است. او میزبان تعدادی از برنامه‌ها از جمله برنامه‌های شاخص روزهای هفته این کانال، ساعات پربیننده، هام لاگ، گزارش راویش کومار و دس کی‌بات است.
او در گذشته به خاطر حرفه روزنامه‌نگاری‌اش تهدید به مرگ شده بود.

## جوایز و افتخارات
کومار جوایز مختلفی را برای کارش در روزنامه‌نگاری از جمله جایزه رامون مگسیسی(۲۰۱۹) دریافت کرده‌است. او دو بار برنده جایزه عالی رامناث گوئنکا در روزنامه‌نگاری (۲۰۱۷، ۲۰۱۳) به خاطر پخش زبان‌هایی که در دسته‌بندی هندی قرار دارند شده‌است. این فهرست با جایزه گاوری لانکش برای روزنامه‌نگاری آغاز شد، اولین جایزه روزنامه‌نگاری کولدیپ نایار (۲۰۱۷)، جایزه گانش شانکار ویدیارتی برای روزنامه‌نگاری هندی و ادبیات خلاق (برای سال ۲۰۱۰، اهدا شده در ۲۰۱۴) بود. کومار همچنین در فهرست صد نفر تأثیرگذارترین هندی (۲۰۱۶) توسط ایندین اکسپرس انعکاس گرفت و همچنین از سوی باشگاه مطبوعاتی بمبئی به عنوان روزنامه‌نگار سال انتخاب شد.

## زندگی شخصی
کومار با نایانا داسگوپتا که در کالج لیدی شری رام دانشگاه دهلی درس تاریخ تدریس می‌کرد ازدواج نمود. او دو دختر دارد.

## در فرهنگ عامه
کلبه تب‌دار (فیلم ۲۰۰۲) توسط رابیش کی ریپورت TSP تولید شده‌است، یک برنامه کمدی اینترنتی، یک طنز اجتماعی که به صورت طنزآمیزی مشکلات اجتماعی را در کلیپ‌های کوتاه خود به نمایش می‌گذارد و تایمز پرایم با رابیش، یک برنامه گفت و گوی تولیدی است که سبک گزارش کومار را به نمایش می‌گذارد. سریال شیوانکیت پاریار، کومار را در هر دو سریال به تصویر می‌کشد.